# Daniel Gugliotta
Daniel Gugliotta Ruggeri (Asunción, Paraguay; 3 de enero de 1940) es un dibujante y caricaturista paraguayo, hijo de padre italiano y madre francesa.

## Biografía
Daniel Gugliota es autodidacta y no ha realizado estudios pertinentes de arte. Su ámbito al respecto es el dibujo, y el estilo que elige es el comic y la caricatura. A instancias de sus padres decide estudiar leyes, pero su interés es el dibujo. A los 25 años de edad realiza su única exposición individual y el folleto de dicho encuentro es en la actualidad una pieza de colección.
Realizó sus estudios primarios y secundarios en el Colegio Fulgencio Yegros de Asunción y estudió leyes en la Facultad de Derecho de la Universidad Nacional de Asunción donde se graduó como abogado.

## Trayectoria
Desde muy joven se inclina por el dibujo, específicamente la caricatura. A los 19 años de edad ya está incluido en el tomo II de la Historia de la Cultura Paraguaya.

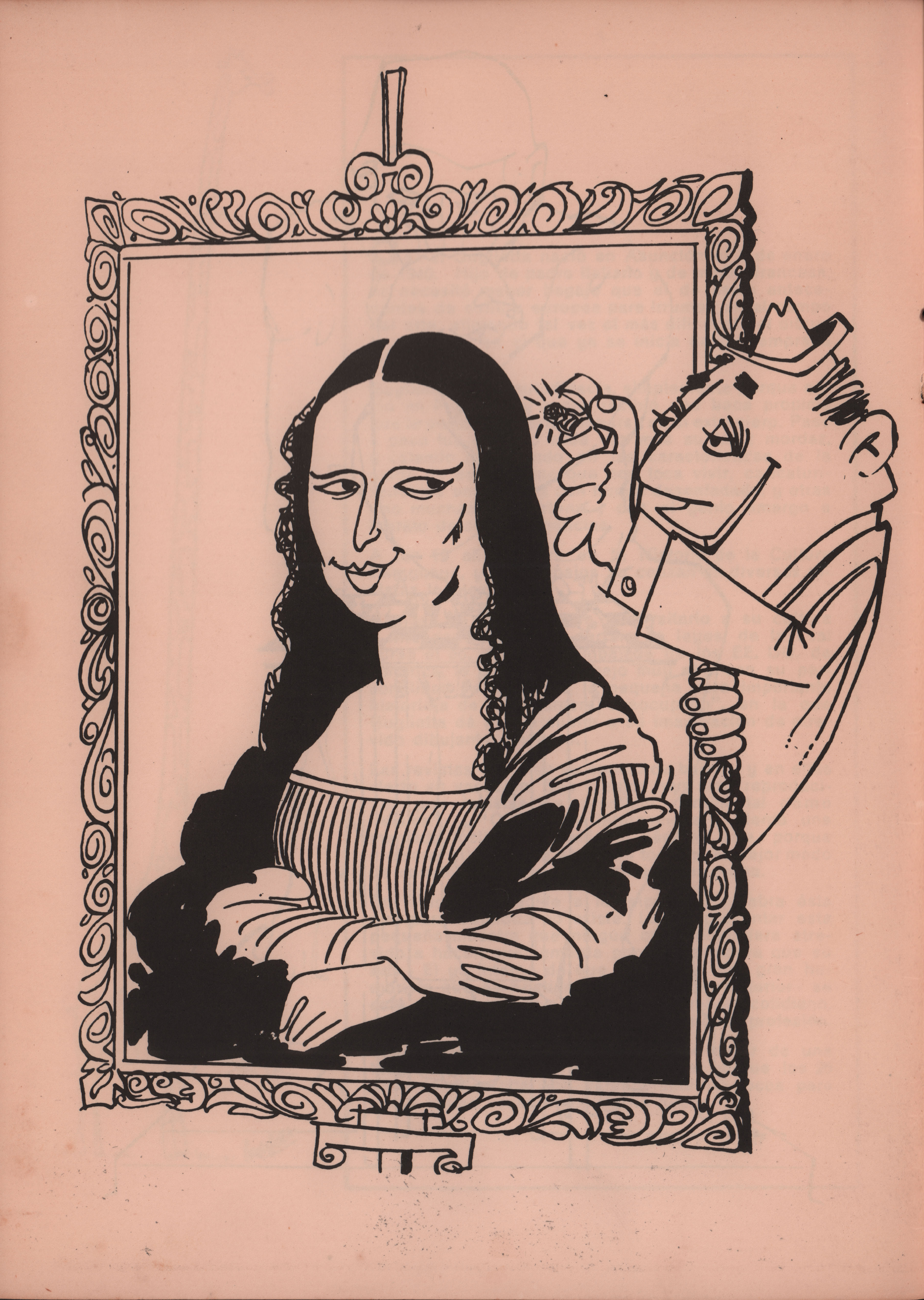
Caricatura de la Mona Lisa publicada en el folleto de exposición de Daniel Gugliotta en agosto de 1965

Realiza trabajos para el semanario humorístico paraguayo «Lunerõ» y la revista «Ñandé». También colabora con las revistas internacionales «Visión» y O Cruceiro Internacilnal».
Luego de la exposición realizada con relación a un trabajo que le encargará la Embajada de los EE. UU. de América en el Paraguay denominado «El hombre preocupado», y que le valiera una estancia en dicho país, dejó de dibujar por cuestiones que no fueron aclaradas por el mismo.

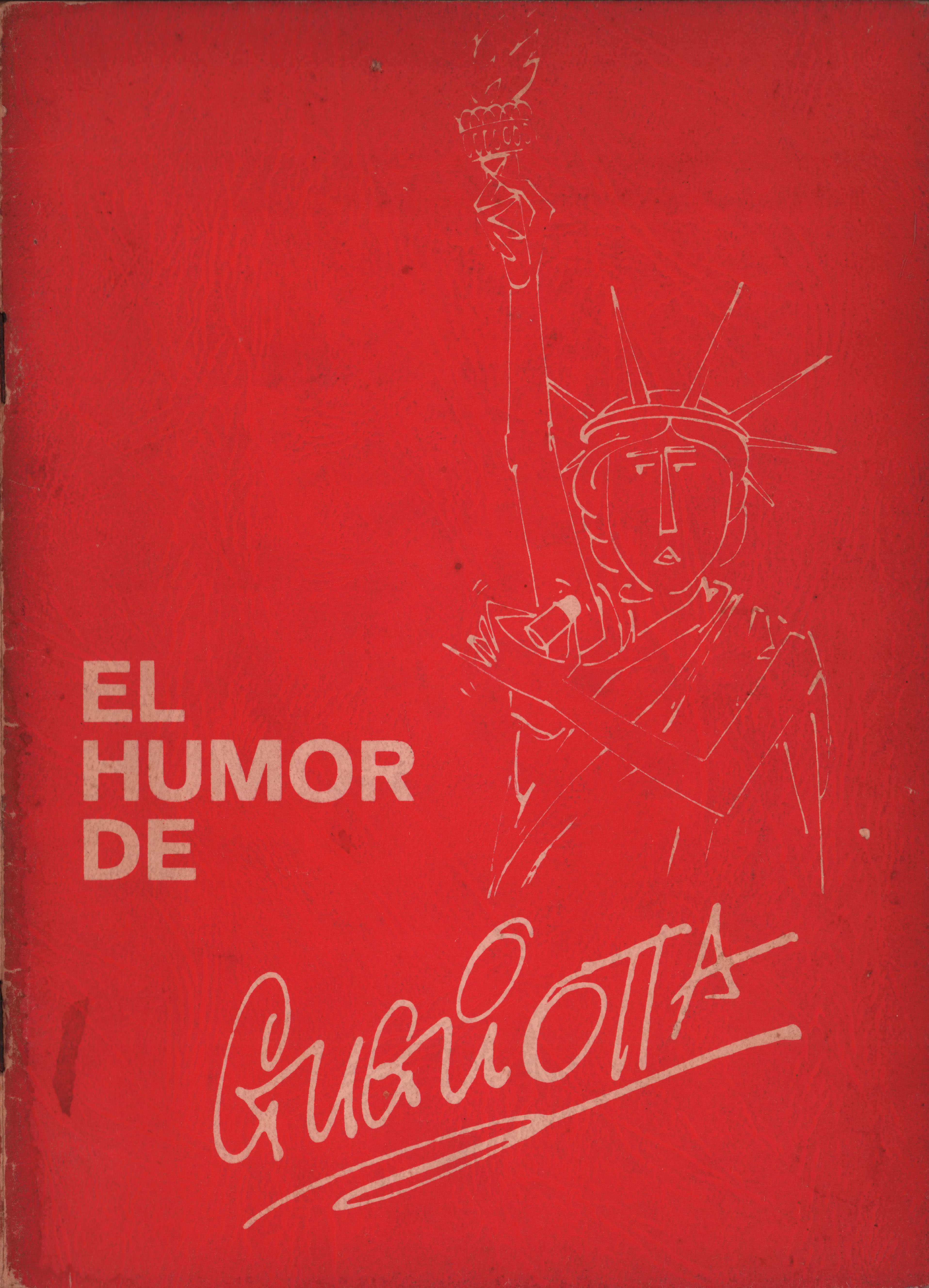
Folleto de la única exposición de Daniel Gugliota, llevada a cabo en agosto de 1965 en el Centro Cultural Paraguayo Americano

Dicha exposición se llevó a cabo en agosto de 1965 en el Centro Cultural Paraguayo Americano.